# بادیا تدالدا
بادیا تدالدا (به ایتالیایی: Badia Tedalda) یک کومونه در ایتالیا است که در استان آرتزو واقع شده‌است.

## خصوصیات
بادیا تدالدا ۱۱۹٫۱ کیلومترمربع مساحت و ۱٬۱۸۳ نفر جمعیت دارد و ۷۰۰ متر بالاتر از سطح دریا واقع شده‌است.